# Sveriges Nationalmuseum
|  | Ikke at forveksle med Nationalmuseet i Danmark |
Sveriges Nationalmuseum er Sveriges nationale kunstmuseum og samtidig landets største museum. Det er ligger på øen Blasieholmen i det centrale Stockholm.
Museet blev grundlagt af kong Gustav 3. i 1792. Oprindeligt hed det Konglig Museum, men da museet i 1886 flyttede ind i dets nuværende bygning, skiftede det navn til det nuværende (på svensk: "Nationalmuseum"). Museets store samling rummer bl.a. en halv million tegninger fra Middelalderen til 1900, en porcelænssamling, malerier, skulpturer og kunsthåndværk og design frem til nutiden. 
Den nuværende museumsbygning fra 1844-1866 er inspireret af norditaliensk renæssancearkitetur. Den er tegnet af Friedrich August Stüler, der også tegnede Neues Museum i Berlin. Museet blev udvidet i 1961. 

## Galleri
- Elias Martin,Gustav IIIs besøg i Konglig Museum, 1782
- Rembrandt, Batavernas troskabsed, 1660'erne

## Ledere
- Carl Fredrik Fredenheim 1792–1803
- Fredrik Magnus Piper 1803–1805
- Fredrik Magnus Piper 1805–1813
- Fredrik Samuel Silfverstolpe 1813–1836
- Fredrik Blom 1836–1844
- Michael Gustaf Anckarsvärd 1844–1858
- Gustaf Söderberg 1858–1864
- Fritz von Dardel 1864–1866
- Johan Christoffer Boklund 1866–1880
- Gustaf Upmark 1880–1900
- Ludvig Looström 1900–1915
- Richard Bergh 1915–1919
- Erik Folcker 1919–1925
- Axel Gauffin 1925–1942
- Erik Wettergren 1942–1950
- Otte Sköld 1950–1958
- Carl Nordenfalk 1958–1969
- Bengt Dahlbäck 1969–1979
- Per Bjurström 1980–1989
- Ann-Sofi Topelius, midlertidig, 1. november 1988-1. august 1989
- Olle Granath 1989–2001
- Hans Henrik Brummer 2001–2003
- Solfrid Söderlind 2003–2011
- Berndt Arell 2012–2017
- Birgitta Castenfors, midlertidig, 1. januar–31. juli 2018
- Susanna Pettersson (1 augusti 2018–31 maj 2023)
- Per Hedström, midlertidig, juni 2023-januar 2024
- Patrick Amsellem, fra januar 2024